# Kusibiki Maszatosi
Kusibiki Maszatosi (Aomori, 1993. január 29. –) japán válogatott labdarúgó.

## Nemzeti válogatott
A japán U23-as válogatott tagjaként részt vett a 2016. évi nyári olimpiai játékokon.